# ベルンハルト・シュターフェンハーゲン
ベルンハルト・シュターフェンハーゲン（Bernhard Stavenhagen, 1862年11月24日 グライツ - 1914年12月25日 ジュネーヴ）は、ドイツのピアニスト、指揮者、作曲家。

## 概要
テオドール・クラックにピアノを入門。その後エルンスト・ルードルフにピアノを、フリードリヒ・キールに音楽理論と作曲を師事。1879年に自作の《ピアノ協奏曲ハ長調》を弾いてメンデルスゾーン賞を受賞。1885年にヴァイマルに行ってフランツ・リストの薫陶を受け、その翌年から演奏旅行に乗り出す。リストの最後の高弟として名をなす。その後10年間はヨーロッパや北米の各地で演奏旅行に取り組む。1890年にザクセン＝ヴァイマル＝アイゼナハ大公カール・アレクサンダーの宮廷ピアニストに就任し、1894年には宮廷楽長に昇進した。1894年よりミュンヘン宮廷劇場の楽長に就任し、1899年よりバイエルン王国宮廷楽長に転任。1901年から1904年まで音楽芸術アカデミー院長を務める。1907年よりジュネーヴに移住し、1914年までジュネーヴ音楽院ピアノ科のマスタークラスで指導した。
リストの作品はもとより、ベートーヴェンやブラームスの手堅い解釈でも知られ、作曲家としても後二者の影響を受けている。同時代の音楽に対しても決して無関心でなく、指揮者ないしはピアニストとして、グスタフ・マーラー、リヒャルト・シュトラウス、ハンス・プフィッツナー、アルノルト・シェーンベルク、ガブリエル・フォーレ、クロード・ドビュッシー、モーリス・ラヴェル、ミリイ・バラキレフ、セルゲイ・タネーエフ、エルネスト・ブロッホらの作品を取り上げた。
ピアノ・ロールも数点残しており、とりわけリストの《ハンガリー狂詩曲 第12番》の録音は、作曲者自身の演奏やその面影を伝えるものと信じられている。
没後はヴァイマルに埋葬された。
生地グライツに開かれた音楽学校は、シュターフェンハーゲンの名にちなんでいる。

## 主要作品一覧
- ピアノ協奏曲ハ長調 Klavierkonzert C-Dur （1879年）
- ピアノ協奏曲（第1番）イ長調 Klavierkonzert A-Dur
- ピアノ協奏曲（第2番）ロ短調 Klavierkonzert h-moll （1893年）
- 3つの管弦楽伴奏つき歌曲 Drei Orchesterlieder
- ソプラノと管弦楽のためのシェーナ《ズライカ》 Suleika, Szene für Sopran mit Orchester